# Amblyptilia galactostacta
Amblyptilia galactostacta là một loài bướm đêm thuộc họ Pterophoridae. Nó được tìm thấy ở New Guinea.